# Borysthenes finitus
Borysthenes finitus är en insektsart som först beskrevs av Walker 1857.  Borysthenes finitus ingår i släktet Borysthenes och familjen kilstritar. Inga underarter finns listade i Catalogue of Life.